# Burmeisteriellus flavomicans
Burmeisteriellus flavomicans is een keversoort uit de familie bladsprietkevers (Scarabaeidae). De wetenschappelijke naam van de soort is voor het eerst geldig gepubliceerd in 1896 door Brenske.